# Lessertinella
Lessertinella es un género de arañas araneomorfas de la familia Linyphiidae. Se encuentra en Europa.

## Lista de especies
Según The World Spider Catalog 12.0:
- Lessertinella carpatica Weiss, 1979
- Lessertinella kulczynskii (Lessert, 1910)